# Rechtsberater (Bundeswehr)
Rechtsberater (RB) sind im Rahmen der Rechtspflege der deutschen Bundeswehr bei den Kommandobehörden der Streitkräfte grundsätzlich von der Divisionsebene (oder vergleichbaren Truppenteilen und Dienststellen) an aufwärts als persönliche Berater des Befehlshabers, Kommandeurs oder Amtschefs eingesetzt. Sie beraten insbesondere in Fragen des Wehrrechts und des Völkerrechts. In bewaffneten Konflikten ist der Rechtsberater vor allem Berater in Fragen des humanitären Völkerrechts. Rechtsberater werden auch als Rechtslehrer eingesetzt. Rechtsberater sind Beamte des höheren nichttechnischen Verwaltungsdienstes des Bundes mit der Befähigung zum Richteramt.
Die Rechtsberater bei den Einleitungsbehörden sind im Nebenamt Wehrdisziplinaranwälte. Sie führen grundsätzlich im Auftrag der Einleitungsbehörde die Ermittlungen durch und vertreten sie bei den Truppendienstgerichten.
Rechtsberater der Bundeswehr nehmen als Stabsoffiziere an Auslandseinsätzen teil und sind oder waren bisher in folgenden Einsätzen eingesetzt: Somalia UNOSOM II, Kroatien UNPROFOR, IFOR, Bosnien SFOR, EUFOR, Kosovo KVM, KFOR, Mazedonien Task Force Fox, Afghanistan ISAF, Resolute Support, Libanon UNIFIL, RD Congo EUFOR RD Congo, Mali EUTM Mali, MINUSMA, im Mittelmeer EUNAVFOR MED Sophia, EUNAVFOR MED IRINI sowie am Horn von Afrika Operation Atalanta.
Rechtsberater gehören zum einzigen zivilen Bereich der Bundeswehr, der kraft dienstlichem Auftrag zur militärischen Weiterbildung verpflichtet ist. Ungediente Beamte werden durch eine allgemeine soldatische Ausbildung entsprechend ausgebildet. Die Rechtspflege der Bundeswehr ist Bestandteil der Streitkräfte nach Art. 87a des Grundgesetzes und gehört nicht zur Wehrverwaltung nach Art. 87b des Grundgesetzes.